# مسجد الداواي
مسجد الداواي أو مسجد مدينة هاربين (بالصينية 道外清真寺: بالبينيين Dàowài Qīngzhēnsì)، يقع المسجد في منطقة داواي إحدى مناطق مدينة هاربن التابعة لمقاطعة هيلونغجيانغ في الصين. ومسجد الداواي هو أكبر مسجد في هيلونغجيانغ.

## التاريخ
بنَى المسجد خلال عهد الإمبراطور غوانغكسو من أسرة تشينغ في عام 1897، وفي عام 2003 تم إعادة بناء المسجد من جديد.

## العمارة
ويتكون المسجد من قاعة للصلاة ومكتبة ومنشآت أخرى. تغطي القاعة مساحة 426 م² ، وتقع في وسط منطقة المبنى مقابل البوابة الرئيسية. ويمكن أن يستوعب المسجد ما يصل إلى 600 شخص لأداء الصلوات.